# Pinelo
Pinelo ist eine Gemeinde (Freguesia) im portugiesischen Kreis Vimioso. In ihr leben 220 Einwohner (Stand 19. April 2021).